# جون كينيث جالبرايث

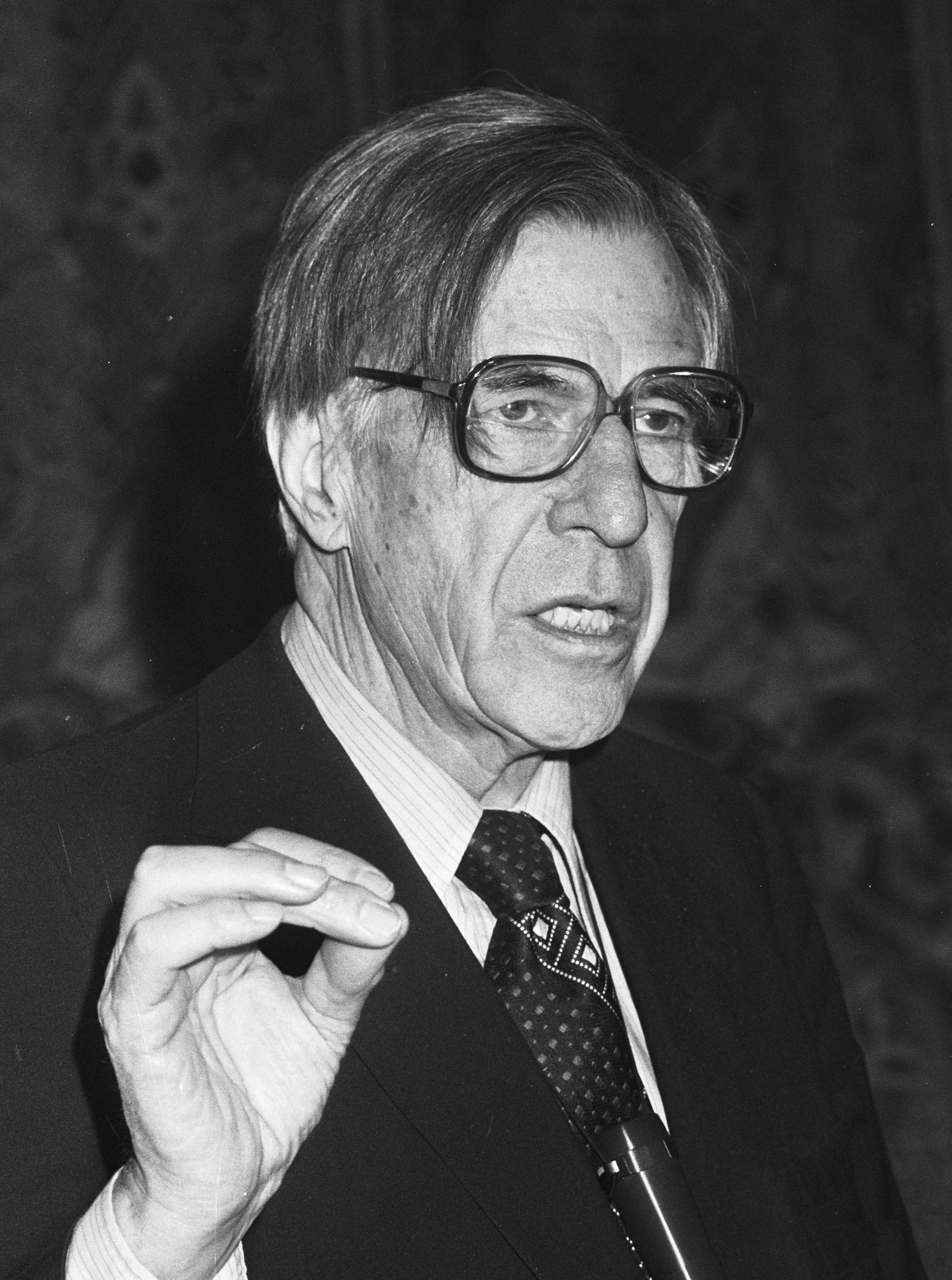

جون كينيث غالبريث (بالإنجليزية: John Kenneth Galbraith) (15 أكتوبر 1908 -29 أبريل 2006) حائز على وسام كندا، معروف أيضًا باسم كين غالبريث، وهو اقتصادي أمريكي كندي ومسؤول عام ودبلوماسي، ومؤيد رائد لليبرالية الأمريكية في القرن العشرين. كانت كتبه عن المواضيع الاقتصادية أكثر الكتب مبيعًا منذ الخمسينيات من القرن العشرين وحتى العقد الأول من القرن الحادي والعشرين، وهو الوقت الذي أدى فيه غالبريث دور المفكر العام. بصفته اقتصاديًا، مال نحو الاقتصاد بعد الكينزي من منظور مؤسسي.
كان غالبريث عضوًا في هيئة التدريس بجامعة هارفارد لفترة طويلة، وبقي في جامعة هارفارد لمدة نصف قرن بصفته أستاذًا للاقتصاد. وهو مؤلف غزير الإنتاج كتب أربعة عشر كتابًا، بما في ذلك العديد من الروايات، ونشر أكثر من ألف مقال وبحث حول مواضيع مختلفة. من بين أعماله ثلاثة كتب تُعنى بالاقتصاد: الرأسمالية الأمريكية عام 1952، ومجتمع الوفرة عام 1958، والدولة الصناعية الحديثة عام 1967. تعرضت بعض أعماله لانتقادات من قبل الاقتصاديين ميلتون فريدمان، وبول كروغمان، وروبرت سولو.
كان غالبريث نشطًا في سياسات الحزب الديمقراطي، إذ خدم في إدارات فرانكلين روزفلت، وهاري ترومان، وجون إف. كينيدي، وليندون بي جونسون. شغل منصب سفير الولايات المتحدة في الهند تحت إدارة كينيدي. جلب له نشاطه السياسي، وإنتاجه الأدبي، وصراحته شهرةً واسعةً خلال حياته. كان غالبريث من القلائل الذين حصلوا على وسامي الحرية في الحرب العالمية الثانية عام 1946، والحرية الرئاسي عام 2000 لخدمته العامة ومساهماته في العلوم. منحته الحكومة الفرنسية وسام جوقة الشرف برتبة قائد.

## كتاباته
حتى قبل أن يصبح رئيسًا للرابطة الاقتصادية الأمريكية، اعتبره العديد من الاقتصاديين محطمًا للأيقونات. ويرجع ذلك جزئيًا إلى رفضه التحليل التقني والنمذجة الرياضية للاقتصاديات التقليدية المحدثة باعتبارهما منفصلان عن الواقع. وبعد ثورستين فيبلين، اعتقد أن النشاط الاقتصادي لا يمكن أن يتحول إلى قوانين لا يجوز انتهاكها، بل إنه نتاج معقد للوسط الثقافي والسياسي الذي يحدث فيه. افترض على وجه الخصوص أن معظم الاقتصاديين أهملوا إلى حد كبير عوامل هامة مثل الفصل بين ملكية الشركات وإدارتها، واحتكار القلة، وتأثير الإنفاق الحكومي والعسكري، لأنها غير قابلة للتوصيف البديهي. وبهذا المعنى، عمل في الاقتصاد السياسي بقدر ما عمل في الاقتصاد الكلاسيكي.
تضمن عمله عدة كتب حققت أفضل مبيعات طوال الخمسينات والستينات من القرن العشرين. مساهمته الرئيسية في مجال الاقتصاد هي ما يسمى ثلاثية الرأسمالية الأمريكية: مجتمع الوفرة عام 1958، والدولة الصناعية الحديثة عام 1967، وعلم الاقتصاد والهدف العام عام 1973. كُتبت بأسلوب واضح وموجز، لتمكين القارئ العادي من فهمها، وليس الاقتصاديين فقط.
بعد تقاعده من جامعة هارفارد بصفته أستاذًا فخريًا للاقتصاد بدرجة بول إم. واربورغ، بقي في دائرة الضوء العام من خلال الاستمرار في كتابة 21 كتابًا جديدًا، وكذلك إكمال سيناريو لمسلسل رئيسي عن الاقتصاد في عام 1977، لتلفزيوني بّي بي إس وبي بي سي بعنوان عصر عدم اليقين، الذي بُثّ في 38 دولةً.
بالإضافة إلى كتبه، كتب مئات المقالات وعددًا من الروايات. من بين رواياته، حققت رواية الأستاذ الدائم استحسانًا نقديًا خاصًا. كتب غالبريث مراجعات للكتب، على سبيل المثال: من تقرير الجبل الحديدي عن إمكانية واستصواب السلام، سخرية سياسية عام 1967، تحت اسم مستعار هيرشيل ماكلاندرس، وهو اسم معلم إسكتلندي خيالي ظهر في رواية الأستاذ الدائم. استخدم أيضًا الاسم المستعار، مارك إبرني، عندما نشر بُعد ماكلاندرس في عام 1963.

### الحواشي
1. ↑   https://www.loc.gov/about/awards-and-honors/living-legends/john-kenneth-galbraith/. {{استشهاد ويب}}: |url= بحاجة لعنوان (مساعدة) والوسيط |title= غير موجود أو فارغ (من ويكي بيانات) (مساعدة)
2. ↑   http://ase.tufts.edu/gdae/about_us/leontief.html. اطلع عليه بتاريخ 2017-02-24. {{استشهاد ويب}}: |url= بحاجة لعنوان (مساعدة) والوسيط |title= غير موجود أو فارغ (من ويكي بيانات) (مساعدة)
3. ↑   https://crsreports.congress.gov/product/pdf/R/R47639. {{استشهاد ويب}}: |url= بحاجة لعنوان (مساعدة) والوسيط |title= غير موجود أو فارغ (من ويكي بيانات) (مساعدة)
4. ↑  . ص. 209. {{استشهاد ويب}}: الوسيط |title= غير موجود أو فارغ (من ويكي بيانات) (مساعدة) والوسيط |مسار= غير موجود أو فارع (مساعدة)
5. ↑  Keller, Robert R. (1983). "Keynesian and Institutional Economics: Compatibility and Complementarity?". Journal of Economic Issues. ج. 17 ع. 4: 1087–95. DOI:10.1080/00213624.1983.11504189. JSTOR:4225383.
6. ↑  Davidson, Paul (2005). "Galbraith and the Post Keynesians". Journal of Post Keynesian Economics. ج. 28 ع. 1: 103–13. JSTOR:4225383.
7. 1 2  Marglin, Stephen A.؛ Parker, Richard؛ Sen, Amartya؛ Friedman, Benjamin M. (7 فبراير 2008). "John Kenneth Galbraith". Harvard Gazette. مؤرشف من الأصل في 2019-05-26. اطلع عليه بتاريخ 2013-07-02.
8. ↑  "John Kenneth Galbraith". The Economist. 4 مايو 2006. مؤرشف من الأصل في 2018-04-22. اطلع عليه بتاريخ 2013-07-03.
9. ↑  "John Kenneth Galbraith, Longtime Economics Professor, Dies at 97". Harvard Crimson. أبريل 2006. مؤرشف من الأصل في 2017-03-30. اطلع عليه بتاريخ 2013-07-03.
10. ↑  Collins, Phillip Darrell and Collins, Paul David (2004) The Ascendancy of the Scientific Dictatorship: An Examination of Epistemic Autocracy from the 19th to the 21st Century. New York: IUniverse. (ردمك 0595311644). p. 125.
11. ↑  "Galbraith, John Kenneth". encyclopedia.com. 2009.
12. ↑  Galbraith, John Kenneth (1963). The McLandress Dimension. Boston: Houghton Mifflin.

## وصلات خارجية
- جون كينيث جالبرايث على موقع IMDb (الإنجليزية)
- جون كينيث جالبرايث على موقع الموسوعة البريطانية (الإنجليزية)
- جون كينيث جالبرايث على موقع مونزينجر (الألمانية)
- جون كينيث جالبرايث على موقع ميوزك برينز (الإنجليزية)
- جون كينيث جالبرايث على موقع أول موفي (الإنجليزية)
- جون كينيث جالبرايث على موقع قاعدة بيانات الأفلام السويدية (السويدية)
- جون كينيث جالبرايث على موقع إن إن دي بي (الإنجليزية)
- جون كينيث جالبرايث على موقع ديسكوغز (الإنجليزية)
- جون كينيث جالبرايث على موقع قاعدة بيانات الفيلم (الإنجليزية)
- جون كينيث جالبرايث على موقع كينوبويسك (الروسية)

- The Galbraith Revival, City Journal, Winter 2010
- Galbraith biography at econlib.org
- The History of Economic Thought Profile
- Noble، Holcomb B.؛ Martin، Douglas (30 أبريل 2006). "John Kenneth Galbraith, 97, Dies; Economist Held a Mirror to Society". نيويورك تايمز. مؤرشف من الأصل في 2019-12-17. اطلع عليه بتاريخ 2010-05-06.
- Feeney، Mark (30 أبريل 2006). "John Kenneth Galbraith, writer, economist, dies". The Boston Globe. مؤرشف من الأصل في 2016-03-04.
- Barnes، Bart (1 مايو 2006). "John Kenneth Galbraith; Popularized Modern Economics". واشنطن بوست. مؤرشف من الأصل في 2019-08-17. اطلع عليه بتاريخ 2010-05-06.
- CBC Obituary
- Associated Press Obituary via USA Today
- Harvard University's Obituary "John Kenneth Galbraith, economist, professor, and author: Harvard icon dies at 97"
- In May 2011, the VOA Special English service of the صوت أمريكا broadcast a 15-minute program on John Kenneth Galbraith. A transcript and MP3 of the program, intended for English learners, can be found at John Kenneth Galbraith, 1908-2006: He Influenced Economic Thought for Many Years
- Booknotes interview with Galbraith on A Journey Through Economic Time, November 13, 1994.
- Speech by John Kenneth Galbraith on March 22, 1968, discussing the impact of Vietnam on American life. From the University of Alabama's Emphasis Symposium on Contemporary Issues.